# ملك الناصر
ملك الناصر(ولدت في 19 يناير 1954) هي رياضية أولمبية السورية. مثلت سوريا في دورة الألعاب الأولمبية الصيفية 1972 في ميونخ. وهي أول امرأة سورية تشارك في الأولمبياد.

## المشاركة الأولمبية

### الألعاب الأولمبية الصيفية 1972
ملك من أصغر النساءالسوريات والوحيدة المشاركة في تلك البطولة، حيث تبلغ من العمر 18 عاماً و225 يوماً.

## روابط خارجية
- ملك الناصر على موقع اللجنة الأولمبية الدولية (الإنجليزية)
- ملك الناصر على موقع أوليمبيديا (الإنجليزية)